# Kewaunee
Kewaunee è una città degli Stati Uniti d'America, situata in Wisconsin, nella Contea di Kewaunee, della quale è anche il capoluogo.